# Masanobu Matsufuji
Masanobu Matsufuji (født 27. april 1992) er en japansk fodboldspiller, som spiller for den japanske fodboldklub Azul Claro Numazu.